# Club Atlético River Plate 1958
Questa voce raccoglie le informazioni riguardanti il Club Atlético River Plate nelle competizioni ufficiali della stagione 1958.

## Stagione
Dopo il titolo vinto l'anno precedente, Minella non riesce a mantenere le prestazioni della squadra sul livello dei campionati di metà anni 1950, e il campionato si chiude con il sesto posto in classifica.

## Maglie e sponsor
| Casa | Trasferta | Terza divisa |

## Statistiche

### Statistiche di squadra
| Competizione | Punti | Totale | Totale | Totale | Totale | Totale | Totale | DR  |
| Competizione | Punti | G      | V      | N      | P      | Gf     | Gs     | DR  |
| ------------ | ----- | ------ | ------ | ------ | ------ | ------ | ------ | --- |
| PD           | 35    | 30     | 14     | 9      | 7      | 62     | 45     | +17 |
| Totale       | -     |        |        |        |        |        |        | -   |